# روب دريك
روب دريك (بالإنجليزية: Rob Drake)‏ هو حكم كرة قاعدة ‏ أمريكي، ولد في 24 مايو 1969 في إنديانا في الولايات المتحدة.